# نمط حركة المطارات

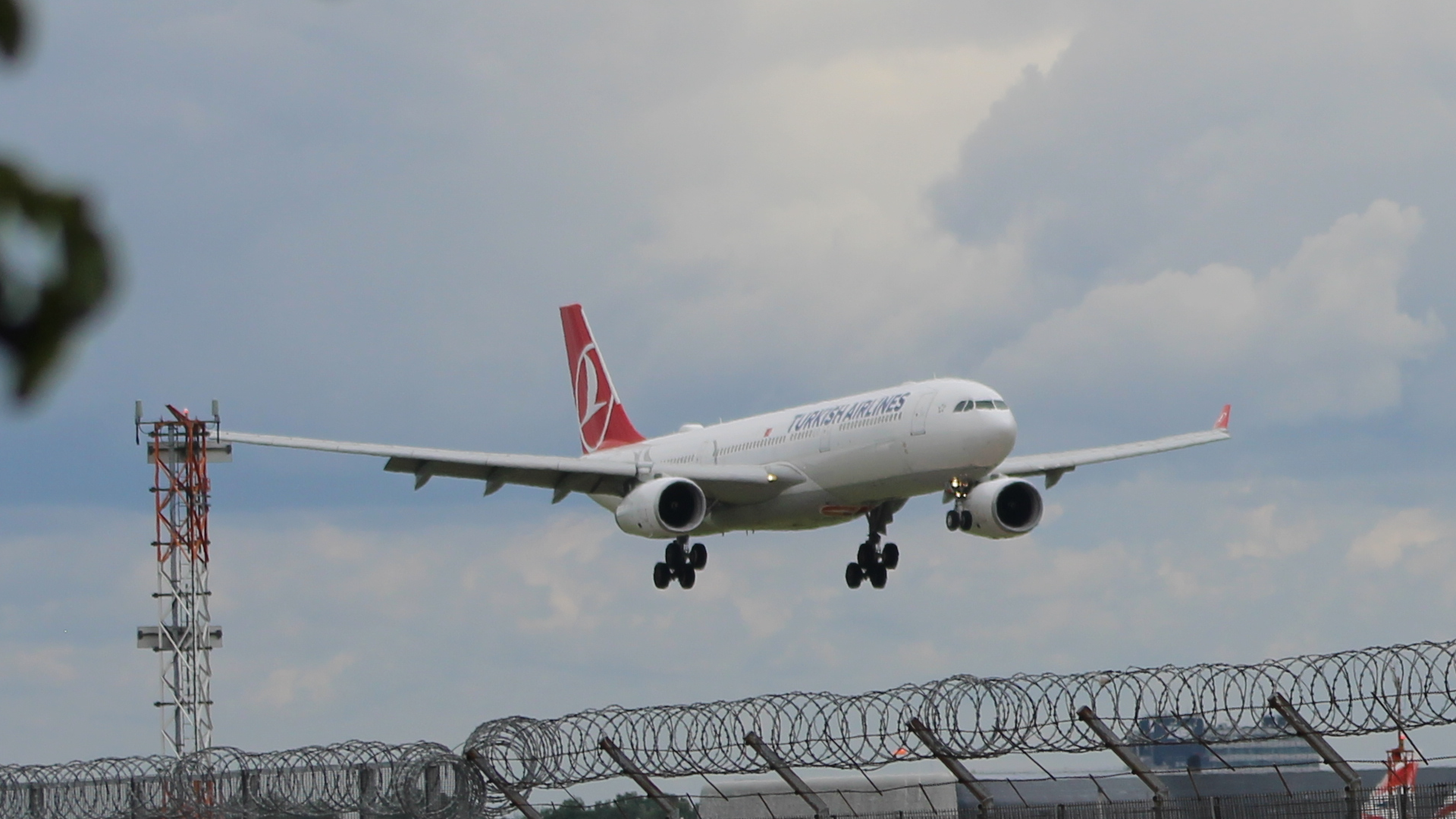
طائرة إيرباص A330-300 تابعة للخطوط الجوية التركية في رحلة نهائية قصيرة إلى مطار هيثرو، قبل الهبوط مباشرة.

نمط حركة المرور في المطارات (airfield traffic pattern) هو مسار قياسي تتبعه الطائرات عند الإقلاع أو الهبوط مع الحفاظ على الاتصال البصري بالمطار.
في المطار، النمط أو «الحلقة» (circuit) هو مسار قياسي لتنسيق الحركة الجوية. وهي تختلف عن «الاقتراب المباشر» (straight-in approaches) و «الصعود المباشر» (irect climb-outs) في طائرة تستخدم نمط حركة المرور ستظل قريبة من المطار. عادة ما يتم استخدام الأنماط في المطارات الصغيرة للطيران العام (GA) والقواعد الجوية العسكرية. تتجنب العديد من المطارات الكبيرة الخاضعة للرقابة النظام ما لم يكن هناك نشاط الطيران العام (GA) بالإضافة إلى رحلات تجارية. ومع ذلك، يمكن استخدام نوع من النمط في المطارات في بعض الحالات مثل عندما تكون هناك حاجة للطائرة للتنقل، ولكن هذا النوع من النمط في المطارات الخاضعة للرقابة قد يكون مختلفًا تمامًا من حيث الشكل والغرض عن نمط المرور القياسي كما هو مستخدم في مطارات الطيران العام (GA).
استخدام نمط في المطارات هو من أجل سلامة الطيران. باستخدام نمط طيران ثابت، سيعرف الطيارون من أين يتوقعون حركة جوية أخرى وسيكونون قادرين على رؤيتها وتجنبها. قد لا يتم فصل الطيارين الذين يحلقون وفقًا لقواعد الطيران المرئية (VFR) عن طريق التحكم في الحركة الجوية، لذا فإن هذا النمط الثابت الذي يمكن التنبؤ به هو وسيلة حيوية للحفاظ على تنظيم الأمور. في المطارات التي يتحكم فيها البرج، قد توفر  مراقبة الحركة الجوية (ATC) إرشادات مرورية لرحلات قواعد الطيران المرئية (VFR) على أساس السماح بحمل العمل.

## اتجاه الرياح
يفضل الطيارون الإقلاع والهبوط في مواجهة الريح. هذا له تأثير في تقليل سرعة الطائرة على الأرض (لنفس السرعة، بالنظر إلى السرعة الجوية) وبالتالي تقليل طول المدرج المطلوب لأداء أي من المناورة.
الاستثناء من هذه القاعدة هو مطارات جبال الألب (المرتفعات) حيث يكون المدرج على منحدر شديد. في هذه الحالات، تتم عمليات الإقلاع عادةً على المنحدرات والهبوط صعودًا بغض النظر عن اتجاه الرياح مع مساعدة المنحدر في التسارع والتباطؤ.
العديد من المطارات لها مدارج تواجه مجموعة متنوعة من الاتجاهات. والغرض من ذلك هو تزويد الطائرات القادمة بأفضل مدرج للهبوط وفقًا لاتجاه الرياح. يتم تحديد اتجاه المدرج من البيانات التاريخية للرياح السائدة في المنطقة. هذا مهم بشكل خاص للمطارات ذات المدرج الواحد التي ليس لديها خيار مدرج ثان موجه في اتجاه بديل. السيناريو الشائع هو أن يكون لديك مدرجان مرتبة عند 90 درجة أو قريبًا من بعضهما البعض، بحيث يمكن للطائرة دائمًا العثور على مدرج مناسب. جميع المدارج تقريبًا قابلة للانعكاس، وتستخدم الطائرات أي مدرج في أي اتجاه هو الأنسب للريح. في ظروف الرياح الخفيفة والمتغيرة، قد يتغير اتجاه المدرج المستخدم عدة مرات خلال اليوم.

## تَخطِيط

نمط حركة المرور القياسي. (Fig. 4-3-2 from FAA AIM).

مكونات نمط المرور. (Fig. 4-3-1 من FAA AIM.).

يمكن تعريف أنماط حركة المرور على أنها اليد اليسرى أو اليمنى وفقًا للطريقة التي يتم بها تنفيذ المنعطفات في النموذج. عادة ما تكون انعطافًا إلى اليسار لأن معظم الطائرات الصغيرة يتم توجيهها من المقعد الأيسر (أو يجلس الطيار الأول أو قائد الطيار في المقعد الأيسر)، وبالتالي يكون لدى الطيار رؤية أفضل من النافذة اليسرى. سيتم إعداد أنماط اليد اليمنى لمدارج متوازية أو لتخفيف الضوضاء أو بسبب ميزات الأرض (مثل التضاريس والأبراج وما إلى ذلك.). في الولايات المتحدة، يتم ملاحظة الأنماط غير القياسية (أي اليد اليمنى) في دليل المطارات / المرافق أو على مخطط مقطعي؛ في بلدان أخرى قد يشار إليها في وثيقة مماثلة لتلك الدولة، على سبيل المثال ملحق طيران كندا. تكون جميع أنماط حركة المرور في المطارات التي بدون برج على اليسار، ما لم يُذكر خلاف ذلك صراحةً.
في الولايات المتحدة، قانون اللوائح الفيدرالية [CFR 91.126 a. (2)] يتطلب من طائرات الهليكوبتر بتجنب تدفق الطائرات ذات الأجنحة الثابتة.
نظرًا لاختيار المدرج النشط لمقابلة الريح من أقرب زاوية (مع الإقلاع والهبوط عكس اتجاه الريح)، يعتمد اتجاه النمط أيضًا على اتجاه الرياح. عادة ما تكون الأنماط مستطيلة الشكل في شكل أساسي، وتشمل المدرج على طول جانب واحد طويل من المستطيل. كل جزء من النموذج له اسم معين:
- عكس اتجاه الريح الساق (Upwind leg): مسار طيران موازٍ لمدرج الهبوط وفي اتجاهه. يتم إزاحته عن المدرج وعكس اتجاه الريح.
- ساق الرياح المتقاطعة (Crosswind leg): مسار رحلة تسلق قصير بزاوية قائمة حتى نهاية رحيل المدرج.
- ساق اتجاه الريح (Downwind leg): مسار طيران طويل المستوى موازٍ لمدرج الهبوط ولكن في الاتجاه المعاكس. (اعتبر

```
البعض أن لها «أجزاء فرعية» في وقت مبكر ومتوسط ومتأخر. بالتأكيد يمكن تحديد موقع الطائرة التي تقدم تقرير موقع عن «منتصف اتجاه الريح» بشكل مرئي بسهولة.)
```

- قاعدة الساق (Base leg): مسار طيران هبوطي قصير بزوايا قائمة حتى نهاية الاقتراب الممتد لخط الوسط لمدرج الهبوط.
- الاقتراب النهائي: مسار رحلة تنازلي في اتجاه الهبوط على طول خط الوسط الممتد للمدرج من الساق الأساسية إلى المدرج. يُشار أحيانًا إلى القسم الأخير من الاقتراب النهائي على أنه نهائي قصير.
- ساق المغادرة، الأولية (Departure leg, Initial)،[4] أو الصعود للخارج: مسار الرحلة المتسلق على طول خط الوسط الممتد للمدرج والذي يبدأ عند الإقلاع ويستمر لمسافة نصف ميل على الأقل بعد نهاية مغادرة المدرج ولا يقل عن 300 قدم تحت ارتفاع نمط حركة المرور.

أسماء الأجزاء (legs) منطقية وتستند إلى الريح النسبية كما تُرى وهي تنظر إلى أسفل مدرج يواجه الريح. طائرة تحلق مع اتجاه الريح تتجه نحو الريح، وتحلق برؤوس الرياح المتقاطعة عبر الريح، وتحلق في اتجاه الريح تمامًا مثل الدخان المنبعث.
في حين أن العديد من المطارات تعمل بنمط قياسي تمامًا، في حالات أخرى سيتم تعديلها حسب الحاجة. على سبيل المثال، غالبًا ما تستغني المطارات العسكرية عن الرياح المستعرضة وساق القاعدة، ولكنها بدلاً من ذلك تطير بها كأقواس دائرية تصل مباشرة إلى أقسام اتجاه الريح والرياح.

## الإجراءات في النمط
من المتوقع أن تنضم الطائرات إلى النمط وتغادره، باتباع النمط المستخدم بالفعل. في بعض الأحيان يكون هذا وفقًا لتقدير الطيار، بينما في أوقات أخرى سيتم توجيه الطيار بواسطة مراقبة الحركة الجوية.
هناك اصطلاحات للانضمام إلى النمط المستخدم في ولايات قضائية مختلفة.
- في الولايات المتحدة، عادةً ما تنضم الطائرات إلى النمط بزاوية 45 درجة إلى الساق الخلفية وخط الوسط. على الرغم من أن الطائرات قد تنضم إلى النموذج بشكل قانوني في أي وقت، فإن (AIM) و (AC 90-66B) يوصيان بشدة باستخدام مدخل بزاوية 45 درجة عند ارتفاع النمط.
- في كندا، عادة ما تعبر الطائرات في المطارات غير الخاضعة للرقابة المطار في خط الوسط عند ارتفاع النمط من جانب اتجاه الريح، وتتحول إلى اتجاه الريح. على الرغم من أن الانضمام مباشرة في اتجاه الريح هو احتمال أيضًا.[5] في المطارات الخاضعة للرقابة، يوجه البرج عادةً الطائرات للانضمام إلى الساق في اتجاه الريح، أو الساق الأساسية، أو مباشرة إلى المحطة النهائية.[6]
- في المملكة المتحدة، وجنوب إفريقيا، ونيوزيلندا، يوصى باستخدام وصلة علوية قياسية.[7]
- في أوروبا، عادةً ما تنضم الطائرات إلى النموذج بزاوية 45 درجة مع ساق اتجاه الريح في بداية رجوع ال[ بحاجة لمصدر ]ريح.
- قد تدخل الطائرات السريعة، على سبيل المثال الطائرات العسكرية، في النمط من خلال الجري والكسر (في الولايات المتحدة، مناورة فوق الرأس أو فاصل علوي). تطير الطائرة بسرعة على طول المحطة الأخيرة، وتقوم باستدارة حادة عالية فوق خط الوسط لتفقد السرعة وتصل إلى ساق الريح رجوع الريح عند ارتفاع النمط وفي تكوين الهبوط.

وبالمثل، هناك اتفاقيات للخروج عن هذا النمط.
- في الولايات المتحدة، عادةً ما تغادر الطائرات النمط إما بشكل مستقيم على طول مسار المدرج، مع دوران 45 درجة في اتجاه (أو عكس) ساق الريح المتقاطعة، أو اتجاه الريح، أو بزاوية 45 درجة بعيدًا عن اتجاه الريح.[8]
- في كندا، عادة ما تغادر الطائرات مباشرة على طول المدرج متجهة حتى ارتفاع الحلقة، وعند هذه النقطة قد تنعطف حسب الرغبة. في المطارات الخاضعة للرقابة، يعطي البرج عادةً تعليمات حول الاتجاه الذي يجب اتخاذه عند المغادرة.

هناك أيضًا إجراء يُعرف باسم «المدار» (orbit)، حيث تطير الطائرة في حلقة 360 درجة إما في اتجاه عقارب الساعة أو عكس اتجاه عقارب الساعة. هذا عادة ما يسمح بفصل أكبر مع حركة المرور الأخرى أمامها في النمط. يمكن أن يكون هذا نتيجة لتعليمات وحدة التحكم. إذا كان الطيار، بمبادرة من الطيار، سيبلغ على سبيل المثال «(رقم الذيل أو رقم الرحلة) بعمل مدار واحد على اليسار، وسوف ينصح بالإكمال» "(tail number or flight number) making one left-hand orbit, will advise complete".
للتدرب على الإقلاع والهبوط، غالبًا ما يطير الطيار بأنماط عديدة، واحدة تلو الأخرى، من نفس المدرج. عند كل هبوط، اعتمادًا على مسافة المدرج المتبقية، وقدرات الطائرة والطيار، وإجراءات الحد من الضوضاء السارية، وتصريح مراقبة الحركة الجوية، سيقوم الطيار إما بإيقاف كامل للهبوط (full stop) (تاكسي إلى المدرج بداية للإقلاع اللاحق)، اللمس والانطلاق (touch-and-go) (الاستقرار في لفة الهبوط، وإعادة تهيئة الطائرة للإقلاع والإقلاع دون إيقاف الطائرة على الإطلاق)، أو التوقف والانطلاق (التباطؤ إلى التوقف، ثم الإقلاع من المدرج المتبقي). في الولايات المتحدة، عند العمل في مطار خاضع للرقابة، يمكن السماح للطيار بالخيار، مما يسمح بأي من خيارات الهبوط أعلاه، أو الهبوط المرفوض، وفقًا لتقدير الطيار.

## أنماط الدوائر التناوب

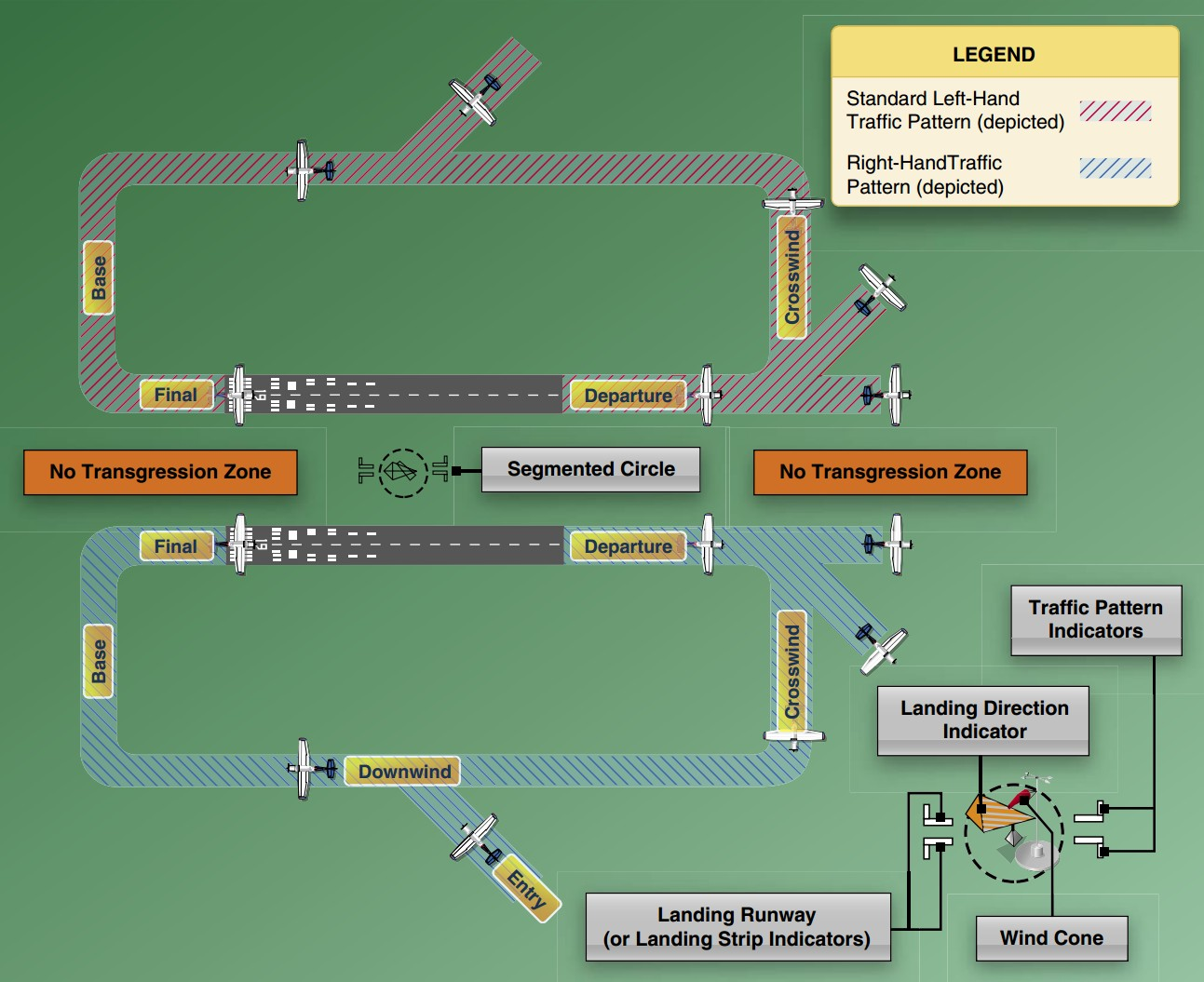
أنماط حركة اليد اليسرى واليمنى كما هو موضح في دليل الطيار لمعرفة الطيران الصادر عن إدارة الطيران الفيدرالية في الولايات المتحدة الأمريكية.

في الحالات التي يتم فيها تشغيل مدرجين متوازيين أو أكثر بشكل متزامن، يُطلب من الطائرة التي تعمل على المدارج الخارجية أداء أنماطها في اتجاه لا يتعارض مع المدارج الأخرى. وبالتالي، قد يعمل أحد المدرجين في اتجاه النمط الأيسر والآخر يعمل في اتجاه النمط الأيمن.
يسمح هذا للطائرة بالحفاظ على أقصى مسافة فاصلة أثناء أنماطها، ولكن من المهم ألا تبتعد الطائرة عن خط الوسط للمدرج عند الانضمام إلى المحطة النهائية، وذلك لتجنب الاصطدامات المحتملة. في حالة وجود ثلاثة مدارج متوازية أو أكثر، كما هو الحال في مطار بانكستاون في أستراليا، فلا يمكن استخدام المدرج (المدارج) الأوسط، لأسباب واضحة، إلا عند استخدام نهج مباشر أو عندما تنضم الطائرة إلى النمط من قاعدة عريضة جدا للساق.

## الارتفاعات
ينشر المطار «ارتفاع الحلقة» أو «ارتفاع النمط»، أي المستوى الاسمي فوق المجال المطلوب فيه الطيارون (موصى به في الولايات المتحدة، FAA AC90-66A الفقرة. 8c ) للطيران أثناء وجوده في الحلقة. ما لم يتم تحديد خلاف ذلك، فإن ارتفاع النموذج القياسي الموصى به هو 1000 قدم فوق مستوى الأرض (AGL)، على الرغم من ارتفاع النمط 800 قدم AGL أمر شائع. عادة ما تطير المروحيات النموذج عند 500 قدم فوق مستوى الأرض (AGL). يجب توخي الحذر الشديد من قبل الطيارين أثناء الطيران في أو من خلال ارتفاعات أنماط حركة المرور المنشورة لأن ذلك قد يساهم في حدوث تصادمات في الجو.

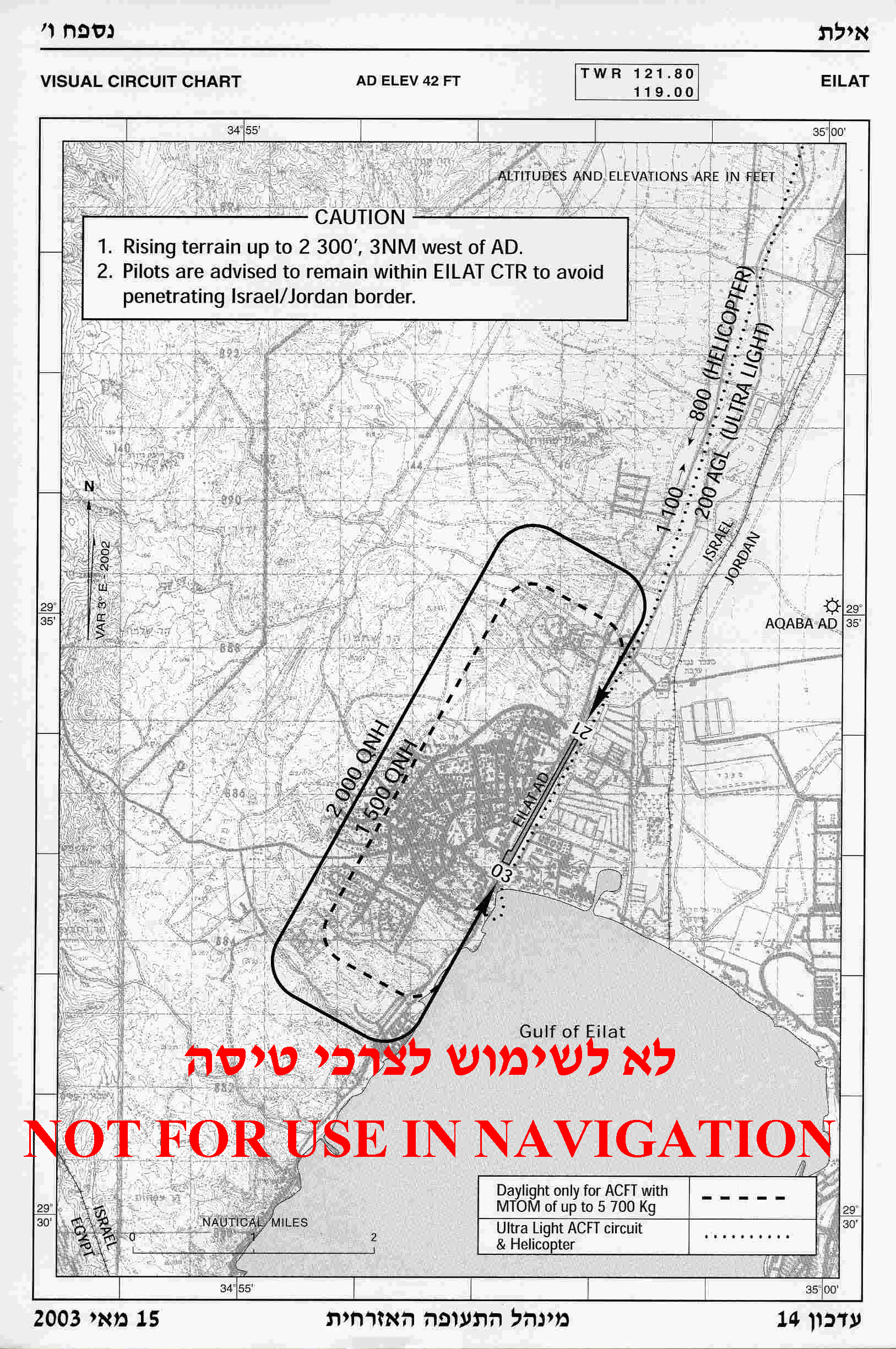
نمط حركة المرور في مطار إيلات (إسرائيل). لاحظ ارتفاعات نمطية مختلفة للطائرات الثقيلة والمروحيات / طائرات الهليكوبتر

## طائرات هليكوبتر
يفضل طيارو طائرات الهليكوبتر أيضًا الهبوط في مواجهة الريح وغالبًا ما يُطلب منهم الطيران بنمط معين عند الوصول أو المغادرة. تستخدم العديد من المطارات نمطًا خاصًا لطائرات الهليكوبتر لمراعاة سرعتها الجوية المنخفضة. عادة ما تكون هذه صورة معكوسة لنمط الجناح الثابت، وغالبًا على ارتفاع قياسي أقل قليلاً فوق مستوى السطح؛ كما هو مذكور أعلاه، يكون هذا الارتفاع عادةً 500 قدم فوق مستوى سطح الأرض. ومع ذلك، نظرًا لقدرة المروحيات الفريدة على المناورة، غالبًا ما يختار طيارو طائرات الهليكوبتر عدم الدخول في النمط، واتخاذ نهج مباشر لمهبط طائرات الهليكوبتر أو ساحة الهبوط التي يرغبون في الهبوط عليها.

## أنماط أخرى
إذا كان لابد من تأخير طائرة تنوي الهبوط، فقد تُقرر مراقبة الحركة الجوية (ATC) وضعها في نمط الانتظار حتى يتم تجهيز المطار للسماح بالهبوط. ستطير الطائرات التجارية المعلقة عمومًا بسرعة بطيئة على شكل مضمار السباق والتي تختلف اختلافًا كبيرًا عن نمط حركة المرور في المطار الذي سيتم البدء فيه بمجرد الموافقة على الهبوط. على الرغم من أن الطائرة في نمط الانتظار قد تدور بالمثل حول المطار، إلا أن مراقبة الحركة الجوية (ATC) قد تحدد موقعًا بعيدًا عن المطار للدوران فيه.